# Саша Радуловић
Саша Радуловић (Бихаћ, 7. јун 1965) српски је политичар. Председник је Удружења „Доста је било — Рестарт“. Био је министар привреде Републике Србије.
У реконструкцији Владе Ивице Дачића (2. септембра 2013) постављен је за новог министра привреде замењујући на том месту бившег министра Млађана Динкића. Био је носилац изборне листе политичке организације чији је председник, која је учествовала на ванредним парламентарним изборима 2014. у Србији.
Саветник је Савета Европе, ОЕБС-а, амбасаде САД, ГИЗ-а, НАЛЕД-а и Удружења малих и средњих предузећа.

## Биографија
Радуловић је рођен 7. јуна 1965. у Бихаћу, у тадашњој СФРЈ. Године 1989. завршио је Електротехнички факултет у Сарајеву, смер Аутоматика и електроника.
Емигрирао је из Социјалистичке Републике Србије крајем 1980-их година. Живео је и радио у више земаља, укључујући Сједињене Државе, Канаду, и Немачку. Године 2005, дошао је у Републику Србију, где је био власник једне фирме, а био је и стечајни управник неколико предузећа. Има лиценцу као стечајни управник и портфолио руководилац.
У периоду од 1990. до 1994. радио је у немачком предузећу Сименс, у пословима везаним за нуклеарне електране у Немачкој, Русији и САД.
Од 1994. до 1996. био је запослен у Antares-EDS-Amdahl-у, у Торонту, као „руководилац развојног тима релационе базе података“.
Од 1996. до 1998. имао је више званичних функција у Интерпра медицинској мрежи (Interpra Medical Network), у почетку као потпредседник за развој, а потом и као један од чланова Управног одбора.
Од 1997. до 2001. имао је функцију генералног директора у компанији која се бавила серверима за слике, TrueSpectre-у. Заједно са колегама из компаније, осмислио је архитектуру и алгоритме који су обрађивали слике на серверима.
Од 2002. до 2006. био је саветник више инвестиционих компанија.
Саветник је Савета Европе, ОЕБС-а, амбасаде САД, ГИЗ-а, НАЛЕД-а, и Удружења малих и средњих предузећа.
СНС га је одредила као министра као нестраначку личност.
Оставку на место министра поднео је 24. јануара 2014. године.
Дана 2. фебруара 2014. објавио је да ће учествовати на парламентарним изборима 16. марта 2014. са својом листом.
Након оснивачке скупштине странке "Доста је било" 2. марта 2017. објавио је да ће учествовати на изборима за председника Србије.

## Лични живот
Отац је двоје деце. Говори енглески и немачки језик.
Његов отац Будимир, лекар, начелник санитета друге армијске области, убијен је 3. маја 1992. године у Добровољачкој улици у Сарајеву.